# Stara Synagoga w Wodzisławiu Śląskim
Stara Synagoga w Wodzisławiu Śląskim – synagoga znajdująca się w Wodzisławiu Śląskim przy obecnej ulicy Targowej.

## Historia
Została zbudowana w roku 1798 na placu podarowanym na ten cel przez dwie żydowskie rodziny. Był to budynek z drewna, który spłonął w 1822 roku podczas wielkiego pożaru miasta. Został odbudowany w 1826 roku według planu przepisanego przez władzę już jako budynek murowany.